# Noyal
Noyal település Franciaországban, Côtes-d’Armor megyében. Lakosainak száma 981 fő (2022. január 1.). Noyal Plestan, Saint-Rieul és Lamballe-Armor községekkel határos.

## Népesség
A település népességének változása:
| Lakosok száma | 463  | 616  | 754  | 783  | 856  | 888  | 908  | 946  | 956  | 981  |
|               | 1968 | 1982 | 1990 | 2006 | 2013 | 2015 | 2017 | 2019 | 2020 | 2022 |